# Rhyacophila bidens
Rhyacophila bidens är en nattsländeart som beskrevs av Douglas E. Kimmins 1953. Rhyacophila bidens ingår i släktet Rhyacophila och familjen rovnattsländor. Inga underarter finns listade i Catalogue of Life.